# أحمد عبد الوهاب (ممثل)
أحمد محمد عبد الوهاب (19 مارس 1989 -): ممثل ومؤلف مصري.

## أعماله الفنية

### التأليف
2025:مسلسل الكابتن
- 2024: فيلم إكس مراتي.
- 2024: مسلسل خالد نور وولده نور
- 2022 - 2024: مسلسل البيت بيتي.
- 2024: فيلم عالماشي.
- 2022: فيلم الدعوة عامة.
- 2022: مسرحية أنستونا، من بطولة دنيا سمير غانم وبيؤمي فؤاد.
- 2020: فيلم الخطة العايمة.
- 2018: مسرح مصر.
- 2018: مسلسل عزمي وأشجان.
- 2017: مسلسل شاش X قطن

### التمثيل
- 2025: مسلسل الكابتن.
- 2025: مسلسل أشغال شقة جدا.
- 2024: مسلسل الحشاشين.
- 2024: مسلسل أشغال شقة.
- 2023: مسلسل 1000 حمدالله على السلامة.
- 2019: مسلسل فكرة بمليون جنيه.
- 2025: مسلسل كامل العدد++
- 2025: مسلسل الكابتن
- 2025:مسلسل الكابتن
- 2025:مسلسل كامل العدد
- 2025: مسلسل أشغال شاقة جدا